# Camboy
Camboy es una localidad de Uzbekistán, en la provincia de Samarcanda.
Se encuentra a una altitud de 716 m sobre el nivel del mar. 

## Demografía
Según estimación 2010 contaba con una población de 15674 habitantes.